# Motor Lublin (piłka nożna) w sezonie 1986/1987
Sezon 1986/1987 był dla Motoru Lublin 6. sezonem w ekstraklasie. W trzydziestu rozegranych spotkaniach, Motor zdobył 13 punktów i zajął ostatnie 16. miejsce w tabeli. W rundzie jesiennej i w siedmiu meczach rundy wiosennej zespół prowadził Jan Złomańczuk. W dalszej części sezonu trenerem Motoru był Zbigniew Bartnik. 

## I liga
Przed rozpoczęciem sezonu klub opuścili między innymi Leszek Iwanicki, który odszedł do Widzewa Łódź oraz Robert Grzanka (do Śląska Wrocław), a przybyli Mirosław Jaworski z Widzewa i Władysław Kuraś z Avii Świdnik. Przerwę zimową Motor spędził na zgrupowaniu w Jugosławii, gdzie rozegrał sześć meczów sparingowych, odnosząc dwa zwycięstwa, jeden remis i trzy porażki. 
W kwietniu 1987, po porażce Motoru z Lechią Gdańsk ze względu na kłopoty zdrowotne zespół opuścił trener Jan Złomańczuk. Zastąpił go jego dotychczasowy asystent Zbigniew Bartnik. Decyzją Polskiego Związku Piłki Nożnej, ze względu na brak sportowej postawy, ambicji i woli walki, wynik spotkania rozegranego 7 czerwca 1987 pomiędzy Motorem a Górnikiem Wałbrzych (0:4) został anulowany. Mecz powtórzony, który odbył się 24 czerwca 1987 zakończył się bezbramkowym remisem.

## Mecze ligowe w sezonie 1986/1987
| Data                 | Przeciwnik       | D/W | Miejsce                         | Wynik M/P | Strzelcy                   | Widzów   | Źródło |
| -------------------- | ---------------- | --- | ------------------------------- | --------- | -------------------------- | -------- | ------ |
|                      |                  |     |                                 |           |                            |          |        |
| RUNDA JESIENNA       |                  |     |                                 |           |                            |          |        |
|                      |                  |     |                                 |           |                            |          |        |
| 3 sierpnia 1986      | Olimpia Poznań   | W   | Stadion Olimpii                 | 0:1       |                            | 15 tys.  | [ 6 ]  |
| 12 sierpnia 1986     | Widzew Łódź      | D   | Stadion przy al. Zygmuntowskich | 0:1       |                            | 10 tys.  | [ 7 ]  |
| 16 sierpnia 1986     | Pogoń Szczecin   | W   | Stadion Pogoni                  | 0:2       |                            | 8 tys.   | [ 8 ]  |
| 24 sierpnia 1986     | Stal Mielec      | D   | Stadion przy al. Zygmuntowskich | 1:0       | Łatka 20' (k)              | 7 tys.   | [ 9 ]  |
| 31 sierpnia 1986     | Śląsk Wrocław    | W   | Stadion Śląska                  | 1:2       | Gładysiewicz 29'           | 8 tys.   | [ 10 ] |
| 6 września 1986      | Ruch Chorzów     | W   | Stadion Ruchu                   | 2:1       | Wagner 2' (sam), Kuraś 31' | 8 tys.   | [ 11 ] |
| 14 września 1986     | Lechia Gdańsk    | D   | Stadion przy al. Zygmuntowskich | 2:0       | Góra 44', Witkowski 47'    | 9 tys.   |        |
| 21 września 1986     | Lech Poznań      | W   | Stadion Lecha                   | 1:1       | Kuraś 66'                  | 17 tys.  | [ 12 ] |
| 28 września 1986     | ŁKS Łódź         | D   | Stadion przy al. Zygmuntowskich | 0:0       |                            | 15 tys.  | [ 13 ] |
| 5 października 1986  | GKS Katowice     | W   | Stadion GKS-u                   | 0:6       |                            | 8 tys.   | [ 14 ] |
| 19 października 1986 | Polonia Bytom    | D   | Stadion przy al. Zygmuntowskich | 0:3       |                            | 6 tys.   | [ 15 ] |
| 26 października 1986 | Legia Warszawa   | W   | Stadion Legii                   | 0:1       |                            | 8 tys.   | [ 16 ] |
| 2 listopada 1986     | Górnik Wałbrzych | D   | Stadion przy al. Zygmuntowskich | 1:4       | Dębiński 69'               | 3,5 tys. | [ 17 ] |
| 9 listopada 1986     | Zagłębie Lubin   | W   | Stadion Zagłębia                | 0:0       |                            | 14 tys.  | [ 18 ] |
| 23 listopada 1986    | Górnik Zabrze    | D   | Stadion przy al. Zygmuntowskich | 0:3       |                            | 10 tys.  | [ 19 ] |
|                      |                  |     |                                 |           |                            |          |        |
| RUNDA WIOSENNA       |                  |     |                                 |           |                            |          |        |
|                      |                  |     |                                 |           |                            |          |        |
| 8 marca 1987         | Olimpia Poznań   | D   | Stadion przy al. Zygmuntowskich | 1:1       | Stroiński 36' (sam)        | 5 tys.   | [ 20 ] |
| 14 marca 1987        | Widzew Łódź      | W   | Stadion Widzewa                 | 1:3       | Jaworski 17'               | 6 tys.   | [ 21 ] |
| 29 marca 1987        | Stal Mielec      | W   | Stadion Stali                   | 0:1       |                            | 5 tys.   | [ 22 ] |
| 1 kwietnia 1987      | Śląsk Wrocław    | D   | Stadion przy al. Zygmuntowskich | 0:3       |                            | 2 tys.   | [ 23 ] |
| 5 kwietnia 1987      | Ruch Chorzów     | D   | Stadion przy al. Zygmuntowskich | 1:0       | Gładysiewicz 62'           | 2 tys.   | [ 24 ] |
| 8 kwietnia 1987      | Pogoń Szczecin   | D   | Stadion przy al. Zygmuntowskich | 0:4       |                            | 2 tys.   | [ 25 ] |
| 18 kwietnia 1987     | Lechia Gdańsk    | W   | Stadion Lechii                  | 0:4       |                            | 7 tys.   | [ 26 ] |
| 22 kwietnia 1987     | Lech Poznań      | D   | Stadion przy al. Zygmuntowskich | 2:0       | Kudyba 44', 58'            | 2 tys.   | [ 27 ] |
| 2 maja 1987          | ŁKS Łódź         | W   | Stadion ŁKS-u                   | 2:5       | Szaniawski 60', Kudyba 66' | 5 tys.   | [ 28 ] |
| 9 maja 1987          | GKS Katowice     | D   | Stadion przy al. Zygmuntowskich | 0:0       |                            | 1 tys.   | [ 29 ] |
| 23 maja 1987         | Polonia Bytom    | W   | Stadion Polonii                 | 1:1       | Jaworski 31'               | 4 tys.   | [ 30 ] |
| 30 maja 1987         | Legia Warszawa   | D   | Stadion przy al. Zygmuntowskich | 1:1       | Góra 62'                   | 2,5 tys. | [ 31 ] |
| 7 czerwca 1987       | Górnik Wałbrzych | W   | Wałbrzych                       | 0:4       |                            |          | [ 32 ] |
| 14 czerwca 1987      | Zagłębie Lubin   | D   | Stadion przy al. Zygmuntowskich | 1:1       | Gładysiewicz 88'           | 1 tys.   | [ 33 ] |
| 21 czerwca 1987      | Górnik Zabrze    | W   | Stadion Górnika                 | 2:1       | Jaworski 26', Góra 62'     |          | [ 34 ] |
| 24 czerwca 1987      | Górnik Wałbrzych | W   | Wałbrzych                       | 0:0       |                            |          | [ 5 ]  |

### Tabela I ligi
| Poz | Klub             | M  | Pkt | Bz | Bs |
| --- | ---------------- | -- | --- | -- | -- |
| 1.  | Górnik Zabrze    | 30 | 49  | 52 | 21 |
| 2.  | Pogoń Szczecin   | 30 | 44  | 64 | 39 |
| 3.  | GKS Katowice     | 30 | 43  | 48 | 26 |
| 4.  | Śląsk Wrocław    | 30 | 40  | 37 | 23 |
| 5.  | Legia Warszawa   | 30 | 38  | 44 | 28 |
| 6.  | Widzew Łódź      | 30 | 36  | 34 | 29 |
| 7.  | Lech Poznań      | 30 | 29  | 36 | 35 |
| 8.  | Zagłębie Lubin   | 30 | 28  | 27 | 25 |
| 9.  | ŁKS Łódź         | 30 | 27  | 30 | 33 |
| 10. | Górnik Wałbrzych | 30 | 25  | 31 | 43 |
| 11. | Lechia Gdańsk    | 30 | 24  | 23 | 30 |
| 12. | Olimpia Poznań   | 30 | 22  | 21 | 35 |
| 13. | Polonia Bytom    | 30 | 21  | 24 | 37 |
| 14. | Ruch Chorzów     | 30 | 18  | 16 | 33 |
| 15. | Stal Mielec      | 30 | 17  | 24 | 44 |
| 16. | Motor Lublin     | 30 | 13  | 20 | 50 |

## Puchar Polski na szczeblu centralnym
| Data             | Runda | Przeciwnik    | D/W | Miejsce       | Wynik M/P | Strzelcy | Widzów | Źródło |
| ---------------- | ----- | ------------- | --- | ------------- | --------- | -------- | ------ | ------ |
| 24 września 1986 | 1/16  | GKS Bełchatów | W   | Stadion GKS-u | 0:2       |          |        | [ 35 ] |